# Паннівка
Па́ннівка — село Нікольської селищної громади Маріупольського району Донецької області України. Відстань до центру громади становить близько 6 км і проходить автошляхом місцевого значення.

## Населення
За даними перепису 2001 року населення села становило 137 осіб, із них 79,56 % зазначили рідною мову українську та 20,44 % — російську.